# Pierre Dessons
Pierre Dessons est un artiste peintre, sculpteur, créateur d'installations, lithographe, dessinateur de cinéma d'animation et illustrateur français, né à Villiers-le-Bel (Val-d'Oise) le 26 août 1936 et mort le 25 mai 2022, à Créteil. Sa pratique est située dans le mouvement de la Figuration narrative.

## Biographie
Pierre Dessons a, de 1951 à 1956, suivi les cours de sculpture de l'école des beaux-arts de Genève.
Il participe à des expositions collectives depuis 1965 avant sa première exposition personnelle en 1979 (Voir rubriques Expositions ci-dessous).
Il s'est diversifié dans les années 1990 en travaillant à l'illustration de la littérature enfantine, des livres de Paul-Jacques Bonzon, Suzanne Pairault, Lucie Rauzier-Fontayne, Olivier Séchan ou Joyce Lankester Brisley dans la collection Bibliothèque rose chez Hachette, par exemple.
Moins innocentes, plus troublantes, « sulfureuses » a-t-on même écrit, ses peintures et sculptures, à l'instar de celles de son ami Pat Andrea, relèvent d'un monde freudien de pantins étranges qui peuvent suggérer le Surréalisme ou l'Art brut, encore qu'elles n'appartinssent ni à l'un, ni à l'autre. Véronique Baud écrit : « L'œuvre, parfois crue et violente, témoigne aussi d'un certain humour… Étonnante et précise, décalée et harmonieuse, elle peut faire penser tout autant à des jouets qu'à des reliquaires africains ou encore à d'étranges marionnettes ».
Pierre Dessons a défini lui-même son œuvre dans un catalogue d'exposition: « Ne pas se sentir à l'aise lorsqu'on regarde mon travail est normal car on se trouve dans un monde de fantasmes mis en poésie. Tant de choses se cachent derrière mes personnages qui s'éclipsent, se cherchent, s'évitent. C'est un théâtre, une comédie, un jeu et ma source d'inspiration est l'ambiguïté de leurs sentiments ».
L’œuvre de Pierre Dessons est régulièrement présentée au sein d'expositions collectives. La redécouverte par le marché du mouvement de la Figuration narrative a vu grandir un intérêt certain pour les figures les moins connues de ce mouvement et, quand bien même Dessons reste encore peu diffusé et défendu en galerie, la critique et les premiers travaux de recherche sur ce mouvement témoignent de sa spécificité et participent au regain d'intérêt pour cet artiste. Riche d'une œuvre multiple, les séries de peintures sur toiles des années 60 à 70 sont en particulier recherchées.

## Livres illustrés
- 1999 : La Chanson d'amour de Régine Deforges - Album Dada, collection Il suffit de passer le pont, éditions Mango-Images, .

### Livres pour la jeunesse
Série Diabolo le petit chat de Paul-Jacques Bonzon
Six titres chez Hachette dans la collection Bibliothèque rose :
- 1974 : Diabolo le petit chat
- 1974 : Diabolo et la fleur qui sourit
- 1976 : Diabolo pompier
- 1976 : Diabolo jardinier
- 1977 : Diabolo et le cheval de bois
- 1978 : Diabolo pâtissier

## Expositions

### Expositions personnelles
- Galerie des Maîtres contemporains, Aix-en-Provence, 1979.
- Galerie Orly-Sud, Aéroport de Paris-Orly, 1983.
- Galerie Limugal, Paris, 1983.
- Galerie Jacques Massol, Paris, 1984.
- Centre culturel Croix-Baranion, Toulouse, 1986.
- Galerie Bain Baden, Bruxelles, 1990.
- Galerie Le Marité Tranier, Washington, 1990.
- Galerie Maguy Marraine, Lyon, 1991.
- Galerie Impact, Lille, 1991.
- Galerie Médiane, Laval, 1991.
- Galerie Lefor Openo, Paris, 1992, 2007, 2010.
- Galerie Titanium, Athènes, 1994.
- Galerie Mostini, Paris, 1997.
- Fondation Taylor, Paris, 2007.
- Espace d'art contemporain La Tannière, Houdan, 2011.
- Galerie de l'Arche, Néré (Charente-Maritime), 2011.
- Galerie Mathilde Hatzenberger, Bruxelles, 2012.
- Galerie Le Prieuré, Chartres, 2012.
- Galerie Carte blanche, Royan, 2012.
- Galerie Gilbert Riou, Lyon, novembre-décembre 2012.
- Traverse, Espace Jacques-Prévert, Mers-les-Bains, 2013.
- Figures de l'ogre - Exposition Pierre Dessons et Marc Giai-Miniet, Galerie Art Aujourd'hui, Paris, mars-avril 2014.
- Jeux de cache-cache, Château de Vascœuil, juillet-octobre 2014[7].

### Expositions collectives
- Galerie L'Angle, Paris, de 1965 à 1978.
- Salon de la Figuration Critique, Paris, 1979, 1980, 1981, 1983, 1984, 1987.
- Salon du Forum des Halles, Paris, 1981.
- Salon d'art contemporain de Montrouge, 1981.
- Salon municipal de Joinville-le-Pont, 1981.
- Le tango et les peintres, Centre culturel de Toulouse, 1984.
- Vous avez dit figure, Galerie Jacques Massol, Paris, 1984.
- Centre culturel Nikolay, Copenhague, 1985.
- À cor et à cri - Lydie Arickx, Philippe Charpentier, Christo, Pierre Dessons, Abraham Hadad, Antonio Seguí, Vladimir Veličković…, château de Trévarez, Saint-Goazec, juillet-septembre 1986.
- Les figurations des années 60 à nos jours - Valerio Adami, Lydie Arickx, Eduardo Arroyo, Philippe Bonnet, John Christoforou, Robert Combas, Pierre Dessons, Roger-Edgar Gillet, Peter Klasen, Claude Morini, Jean Revol, Maurice Rocher, Jean Rustin, Gérard Schlosser, Hervé Télémaque, Vladimir Veličković…, exposition itinérante, Musée des Beaux-Arts de Dunkerque, château Grimaldi de Cagnes-sur-Mer, Musée d'Art moderne de Troyes, Musée des Beaux-Arts de Carcassonne, couvent des Cordeliers de Châteauroux, 1986-1987[8].
- Salon d'automne, Paris, 1987.
- Maison de la culture des Hauts-de-Belleville, 1987.
- Salon de Mai, Grand Palais, Paris, 1987, 1988, 1989, 1990, 1991, 1992, 1993.
- Mac 2000, Grand Palais, 1988.
- Biennale internationale de la Jeune Peinture, Cannes, 1989.
- Salon de Marne-la-Vallée, 1990.
- Salon international de Barcelone, 1990.
- Galerie Jipian, Knokke-le-Zoute, 1992.
- Château d'Homécourt, Metz, 1992.
- Salon international Europ'Art, Genève, 1992.
- Musée de Brunoy, 1992.
- Art Plaisir, Place des Vosges, Paris, 1992.
- Salon de Mars, Place Joffre, Paris, 1993.
- Salon de Printemps, Clichy, 1993.
- Galerie Novart, Madrid, 1994.
- Salon de Noisy-le-Grand, 1994.
- Transréalisme - Pat Andrea, Pierre Dessons, Marc Giai-Miniet, Ben-Ami Koller, Hugh Weiss, château d'Homécourt, 1994[7].
- La chaise électrique, Galerie Artgument, Montbazon, 1995.
- Salin international d'art contemporain, Strasbourg, 1995.
- Galerie Treguer, Paris, 1995-1997.
- Salon de Mai, Espace Effel Branly, Paris, 1995, 1996, 1997, 1998, 1999, 2000.
- Exposition franco-tchèque "Entre l'angoisse et le rire", Galerie Bernanos, Paris, 1996.
- Salon Grands et Jeunes d'aujourd'hui, Paris, 1998, 1999.
- Les rencontres du Cadran, Dax, 1999.
- Salon de Mai, Espace Auteuil, Paris, 2001, 2004.
- Exposition Art Sénat, Orangerie du Palais du Luxembourg, Paris, 2001.
- Foire de l'estampe, Place du Colonel-Fabien, Paris, 2002.
- Galerie d'art du cloître Saint-Pierre, Corbeil-Essonnes, 2003, 2004.
- Village d’Artistes, Rablay-sur-Layon, 2004.
- Salon Puls Art, Le Mans, 2005.
- Salon de Mai, Espace Commines, Paris, 2005, 2006, 2007, 2008, 2009, 2011.
- Salon des Arts visuels Avz'Arts, 2004.
- Biennale d'art contemporain de Passerelle des Arts, Maison des jeunes et de la culture de Nogent-sur-Marne (Pierre Dessons, invité d'honneur), 2006.
- Chapelle Saint-Libéral de Brive-la-Gaillarde, 2008.
- Galerie d'art contemporain, Chamalières, 2008.
- Espace d'art contemporain international, Lorrez-le-Bocage, 2009.
- Biennale 109, Cité internationale des Arts, Paris, 2009.
- Salon Art Champs Elysées, Paris, 2010.
- International Paper Art Exhibition, Taïwan, 2011.